# Liste des chaînes de télévision au Royaume-Uni
Pour les autres articles nationaux ou selon les autres juridictions, voir Liste de chaînes de télévision par pays.
Cette page dresse la liste des chaînes de télévision diffusées au Royaume-Uni, disponibles en analogique et en numérique.
La météo

## Par ordre alphabétique
Légende 

(+), (+1), (+2) : chaînes en décalé. 

(HD) : chaînes en haute définition.
- Haut – A
- B
- C
- D
- E
- F
- G
- H
- I
- J
- K
- L
- M
- N
- O
- P
- Q
- R
- S
- T
- U
- V
- W
- X
- Y
- Z

### 0-9
| Nom de la chaîne | Propriétaire     | Thème       | N° chaîne sur Freeview | N° chaîne sur Freesat | N° chaîne sur Sky | N° chaîne sur Virgin Media | N° chaîne sur TalkTalk TV |
| ---------------- | ---------------- | ----------- | ---------------------- | --------------------- | ----------------- | -------------------------- | ------------------------- |
| 4Music           | Box Television   | Musique     | 18                     | NC                    | 360               | 330                        | 456                       |
| 5*               | Northern & Shell | Généraliste | 36                     | NC                    | 2176 ; 177 (+1)   | 151                        | 31                        |
| 5USA             | Northern & Shell | Généraliste | 35                     | NC                    | 2174 ; 175 (+1)   | 153                        | 30                        |

### A
| Nom de la chaîne   | Propriétaire                                      | Thème        | N° chaîne sur Freeview | N° chaîne sur Freesat | N° chaîne sur Sky | N° chaîne sur Virgin Media | N° chaîne sur TalkTalk TV |
| ------------------ | ------------------------------------------------- | ------------ | ---------------------- | --------------------- | ----------------- | -------------------------- | ------------------------- |
| AIT International  | UK Entertainment Limited                          | Généraliste  | NC                     | NC                    | 187               | NC                         | NC                        |
| Alibi              | UKTV (BBC Worldwide/Scripps Networks Interactive) | Généraliste  | NC                     | NC                    | 132 ; 209 (+1)    | 130 ; 131 (+1)             | NC                        |
| Al Jazeera English | Al Jazeera                                        | Informations | 89                     | 203                   | 514               | NC                         | NC                        |
| At The Races       | British Sky Broadcasting                          | Sport        | NC                     | NC                    | 415               | 534                        | NC                        |

### B
| Nom de la chaîne  | Propriétaire               | Thème                   | N° chaîne sur Freeview | N° chaîne sur Freesat | N° chaîne sur Sky | N° chaîne sur Virgin Media | N° chaîne sur TalkTalk TV |
| ----------------- | -------------------------- | ----------------------- | ---------------------- | --------------------- | ----------------- | -------------------------- | ------------------------- |
| B4U Movies        | B4U                        | Cinéma                  | NC                     | NC                    | 780               | 815                        | NC                        |
| BBC One           | BBC                        | Généraliste             | 1 ; 50 (HD)            | 101 ; 108 (HD)        | 101 ; 143 (HD)    | 101 ; 108 (HD)             | 101                       |
| BBC Two           | BBC                        | Généraliste             | 2                      | 102                   | 102               | 102                        | 102                       |
| BBC Three         | BBC                        | Généraliste             | 3                      | 103                   | 103               | 103                        | 103                       |
| BBC Four          | BBC                        | Généraliste             | 4                      | 104                   | 104               | 104                        | 104                       |
| BBC HD            | BBC                        | Généraliste             | 54                     | 109                   | 169               | 187                        | NC                        |
| BBC Alba          | BBC/MG Alba                | Généraliste             | 8                      | 110                   | 168               | 188                        | NC                        |
| BBC News          | BBC                        | Informations            | 80                     | 200                   | 503               | 601                        | 501                       |
| BEN               | Greener Technology Limited | Généraliste             | NC                     | NC                    | 184               | NC                         | NC                        |
| BET               | Viacom                     | Généraliste             | NC                     | 140 ; 141 (+1)        | 191 ; 198 (+1)    | NC                         | NC                        |
| Bio.              | AETN UK                    | Généraliste             | NC                     | NC                    | 156               | 242                        | 199                       |
| Bliss             | CSC Media Group            | Musique                 | NC                     | 517                   | 372               | NC                         | NC                        |
| Body In Balance   | Body In Balance Ltd        | Culture et style de vie | NC                     | NC                    | 275               | NC                         | NC                        |
| British Eurosport | Groupe TF1                 | Sports                  | NC                     | NC                    | 410               | 521                        | 560                       |

### C
| Nom de la chaîne     | Propriétaire                                                 | Thème                   | N° chaîne sur Freeview           | N° chaîne sur Freesat                 | N° chaîne sur Sky                     | N° chaîne sur Virgin Media | N° chaîne sur TalkTalk TV |
| -------------------- | ------------------------------------------------------------ | ----------------------- | -------------------------------- | ------------------------------------- | ------------------------------------- | -------------------------- | ------------------------- |
| C9TV                 | C9TV                                                         | Généraliste             | 6 ou 9 (Irlande du Nord)         | NC                                    | NC                                    | NC                         | NC                        |
| CBBC                 | BBC                                                          | Enfants                 | 70                               | 600                                   | 613                                   | 701                        | 306                       |
| CBeebies             | BBC                                                          | Enfants                 | 71                               | 601                                   | 614                                   | 702                        | 305                       |
| CBS Action           | CBS Chello Zone                                              | Séries                  | NC                               | 137                                   | 148                                   | NC                         | NC                        |
| CBS Drama            | CBS Chello Zone                                              | Séries                  | NC                               | 134                                   | 149                                   | NC                         | NC                        |
| CBS Reality          | CBS Chello Zone                                              | Généraliste             | NC                               | 135 ; 136 (+1)                        | 146 ; 147 (+1)                        | 148                        | NC                        |
| Challenge            | Living TV Group (British Sky Broadcasting)                   | Généraliste             | 46                               | NC                                    | 125                                   | 139                        | NC                        |
| Channel 4            | Channel Four Television Corporation                          | Généraliste             | 4 ; 8 (Pays de Galles) ; 13 (+1) | 104 ; 120 (Pays de Galles) ; 121 (+1) | 104 ; 117 (Pays de Galles) ; 135 (+1) | 104 ; 142 (+1)             | 4 ; 55 (+1)               |
| Channel 5            | Northern & Shell                                             | Généraliste             | 5                                | 105                                   | 105 ; 171 (HD)                        | 105 ; 150 (HD)             | 5                         |
| Channel AKA          | Mushroom TV                                                  | Musique                 | NC                               | NC                                    | 370                                   | NC                         | NC                        |
| Channel M            | Mint Group                                                   | Cinéma                  | NC                               | NC                                    | 343                                   | NC                         | NC                        |
| Chart Show TV        | CSC Media Group                                              | Musique                 | NC                               | 500                                   | 365                                   | NC                         | NC                        |
| Chelsea TV           | Chelsea FC                                                   | Sports                  | NC                               | NC                                    | 421                                   | NC                         | NC                        |
| CITV                 | ITV Digital Channels Ltd (ITV plc, CITV Breakfast Ltd.)      | Généraliste             | 72 (sauf Pays de Galles)         | 602                                   | 621                                   | 734                        | 307                       |
| Clubland TV          | Penny Street TV Limited                                      | Musique                 | NC                               | 514                                   | 383                                   | NC                         | NC                        |
| Comedy Central       | Paramount British Pictures (Viacom/British Sky Broadcasting) | Généraliste             | NC                               | NC                                    | 126 ; 127 (+1)                        | 132 ; 133 (+1)             | 25                        |
| Comedy Central Extra | Paramount British Pictures (Viacom/British Sky Broadcasting) | Généraliste             | NC                               | NC                                    | 128 ; 159 (+1)                        | 134                        | 27                        |
| Controversial TV     | Edge Media                                                   | Généraliste             | NC                               | NC                                    | 200                                   | NC                         | NC                        |
| Current TV           | Current Media, Inc.                                          | Culture et style de vie | NC                               | NC                                    | 183                                   | 155                        | NC                        |

### D
| Nom de la chaîne          | Propriétaire                                      | Thème                   | N° chaîne sur Freeview | N° chaîne sur Freesat | N° chaîne sur Sky | N° chaîne sur Virgin Media | N° chaîne sur TalkTalk TV |
| ------------------------- | ------------------------------------------------- | ----------------------- | ---------------------- | --------------------- | ----------------- | -------------------------- | ------------------------- |
| Dance Nation TV           | CSC Media Group                                   | Musique                 | NC                     | NC                    | 376               | NC                         | NC                        |
| Dave                      | UKTV (BBC Worldwide/Scripps Networks Interactive) | Généraliste             | 19                     | NC                    | 111               | 128                        | 40                        |
| Dave ja vu                | UKTV (BBC Worldwide/Scripps Networks Interactive) | Généraliste             | 25                     | NC                    | 158               | 129                        | NC                        |
| Discovery                 | Discovery Networks Europe                         | Culture et style de vie | NC                     | NC                    | 520 ; 521 (+1)    | NC                         | NC                        |
| Discovery Home & Health   | Discovery Networks Europe                         | Culture et style de vie | NC                     | NC                    | 254 ; 255 (+1)    | 275                        | 44                        |
| Discovery Real Time       | Discovery Networks Europe                         | Culture et style de vie | NC                     | NC                    | 240 ; 241 (+1)    | 271 ; 272 (+1)             | 24                        |
| Discovery Shed            | Discovery Networks Europe                         | Culture et style de vie | NC                     | NC                    | 242               | 274                        | NC                        |
| Discovery Travel & Living | Discovery Networks Europe                         | Culture et style de vie | NC                     | NC                    | 265               | 273                        | NC                        |
| Diva TV                   | NBC Universal Global Networks                     | Culture et style de vie | NC                     | NC                    | 269               | 164                        | NC                        |
| DMAX                      | Discovery Networks Europe                         | Généraliste             | NC                     | NC                    | 144               | 172                        | NC                        |

### E
| Nom de la chaîne | Propriétaire                                           | Thème       | N° chaîne sur Freeview | N° chaîne sur Freesat | N° chaîne sur Sky         | N° chaîne sur Virgin Media | N° chaîne sur TalkTalk TV |
| ---------------- | ------------------------------------------------------ | ----------- | ---------------------- | --------------------- | ------------------------- | -------------------------- | ------------------------- |
| E!               | Comcast                                                | Généraliste | 34                     | NC                    | 151                       | 156                        | 555                       |
| E4               | Channel Four Television Corporation                    | Généraliste | 28                     | 122 ; 137 (+1)        | 136 ; 137 (+1) ; 215 (HD) | 144                        | 56                        |
| ESPN             | ESPN Inc. (The Walt Disney Company/Hearst Corporation) | Sports      | 34                     | NC                    | 417 ; 442 (HD)            | 529 ; 530 (HD)             | 555                       |
| ESPN America     | ESPN Inc. (The Walt Disney Company/Hearst Corporation) | Sports      | NC                     | NC                    | 430                       | 531                        | 566                       |
| ESPN Classic     | ESPN Inc. (The Walt Disney Company/Hearst Corporation) | Sports      | NC                     | NC                    | 429                       | 533                        | NC                        |
| Eurosport 2      | Groupe TF1                                             | Sports      | NC                     | NC                    | 411                       | 525                        | NC                        |
| Extreme Sports   | Chello Zone                                            | Sports      | NC                     | NC                    | 419                       | 527                        | NC                        |

### F
| Nom de la chaîne | Propriétaire                                  | Thème                   | N° chaîne sur Freeview | N° chaîne sur Freesat | N° chaîne sur Sky        | N° chaîne sur Virgin Media | N° chaîne sur TalkTalk TV |
| ---------------- | --------------------------------------------- | ----------------------- | ---------------------- | --------------------- | ------------------------ | -------------------------- | ------------------------- |
| Fashion TV       | Michel Adam Lisowski                          | Culture et style de vie | NC                     | NC                    | 272                      | NC                         | NC                        |
| Film 24          | Wicked TV                                     | Cinéma                  | NC                     | NC                    | 158                      | NC                         | NC                        |
| Film4            | Channel 4 Television Corporation              | Cinéma                  | 15                     | 300 ; 301 (+1)        | 315 ; 316 (+1)           | 444 ; 445 (+1)             | NC                        |
| Fitness TV       | Fitness TV Limited                            | Culture et style de vie | NC                     | NC                    | 282                      | NC                         | NC                        |
| Flaunt           | CSC Media Group                               | Musique                 | NC                     | NC                    | 376                      | NC                         | NC                        |
| Flava            | CSC Media Group                               | Musique                 | NC                     | 502                   | 367                      | NC                         | NC                        |
| Food Network     | Scripps Networks Interactive                  | Culture et style de vie | 49                     | 405 ; 406 (+1)        | 262 ; 263 (+1)           | NC                         | NC                        |
| Fox News Channel | Fox News Network LLC (News Corporation)       | Informations            | NC                     | NC                    | 509                      | NC                         | NC                        |
| France 24        | État Français                                 | Informations            | NC                     | 205                   | 517                      | NC                         | NC                        |
| FX               | Fox International Channels (News Corporation) | Généraliste             | NC                     | NC                    | 164 ; 165 (+) ; 193 (HD) | 157 ; 158 (HD)             | 10                        |

### G
| Nom de la chaîne | Propriétaire                                      | N° chaîne sur Freeview  | N° chaîne sur Freesat | N° chaîne sur Sky | N° chaîne sur Virgin Media | N° chaîne sur TalkTalk TV |    |
| ---------------- | ------------------------------------------------- | ----------------------- | --------------------- | ----------------- | -------------------------- | ------------------------- | -- |
| Gala TV          | Gala Group                                        | Jeux                    | NC                    | 861               | 841                        | NC                        | NC |
| Gay Date TV      | Euro Digital Corporation Limited                  | Culture et style de vie | NC                    | NC                | 871                        | NC                        | NC |
| Gay Network      | 4D Interactive Limited                            | Culture et style de vie | NC                    | NC                | 873                        | NC                        | NC |
| Gay TV           | Northern and Shell                                | Culture et style de vie | NC                    | NC                | 935                        | 485                       | NC |
| Gems TV          | The Colourful Company Group Ltd.                  | Culture et style de vie | NC                    | 805               | 652                        | 755                       | NC |
| Gems TV 2        | The Colourful Company Group Ltd.                  | Culture et style de vie | NC                    | NC                | 656                        | 756                       | NC |
| Geo News         | Independent Media Corporation                     | TV pakistanaise         | NC                    | NC                | 825                        | NC                        | NC |
| GEO UK           | Independent Media Corporation                     | TV pakistanaise         | NC                    | NC                | 815                        | NC                        | NC |
| Glory TV         | Glory TV Ltd.                                     | Culture et style de vie | NC                    | NC                | 835                        | NC                        | NC |
| GOD TV           | The Angel Foundation                              | Culture et style de vie | NC                    | NC                | 760                        | NC                        | NC |
| GOD Europe       | The Angel Foundation                              | Culture et style de vie | NC                    | NC                | 761                        | 279                       | NC |
| G.O.L.D.         | UKTV (BBC Worldwide/Scripps Networks Interactive) | Généraliste             | 17 (TUTV)             | NC                | 110 ; 132 (+1)             | 126 ; 127 (+1)            | 16 |
| Good Food        | UKTV (BBC Worldwide/Scripps Networks Interactive) | Culture et style de vie | NC                    | NC                | 249 ; 250 (+1)             | 260 ; 261 (+1)            | NC |

### H
| Nom de la chaîne   | Propriétaire                                      | N° chaîne sur Freeview | N° chaîne sur Freesat | N° chaîne sur Sky         | N° chaîne sur Virgin Media   | N° chaîne sur TalkTalk TV |
| ------------------ | ------------------------------------------------- | ---------------------- | --------------------- | ------------------------- | ---------------------------- | ------------------------- |
| Hallmark Channel   | NBC Universal Global Networks                     | NC                     | NC                    | 150 ; 215 (+1)            | 190 ; 191 (+1)               | 8                         |
| Horse & Country TV | Horse & Country TV Limited                        | NC                     | NC                    | 280                       | NC                           | NC                        |
| History            | A&E Television Networks/BSkyB                     | NC                     | NC                    | 529 ; 530 (+1) ; 545 (HD) | 234 ; 235 (+1) (ex-NTL only) | NC                        |
| Home               | UKTV (BBC Worldwide/Scripps Networks Interactive) | 26 (TUTV)              | NC                    | 246 ; 247 (+1)            | 265 ; 266 (+1)               | 17                        |
| House of Fun       | House of Fun TV Limited                           | NC                     | NC                    | 949                       | NC                           | NC                        |
| Hustler TV         | LFP Broadcasting                                  | NC                     | NC                    | 931                       | NC                           | NC                        |

### I
| Nom de la chaîne    | Propriétaire                       | N° chaîne sur Freeview | N° chaîne sur Freesat  | N° chaîne sur Sky | N° chaîne sur Virgin Media | N° chaîne sur TalkTalk TV |
| ------------------- | ---------------------------------- | ---------------------- | ---------------------- | ----------------- | -------------------------- | ------------------------- |
| Ideal World         | Ideal Shopping Direct plc          | 22                     | 812                    | 644               | 747                        | NC                        |
| Ideal World 2       | Ideal Shopping Direct plc          | NC                     | NC                     | 651               | NC                         | NC                        |
| Ideal World 3       | Ideal Shopping Direct plc          | NC                     | NC                     | 668               | NC                         | NC                        |
| Information TV      |                                    | NC                     | 402                    | 166               | NC                         | NC                        |
| Inspiration Network |                                    | NC                     | 690                    | 767               | NC                         | NC                        |
| Islam Channel       | Islam Channel Limited              | NC                     | 693                    | 813               | NC                         | NC                        |
| ITV                 | ITV Network Limited                | 3                      | 103                    | 103               | 103                        | 3                         |
| ITV2                | ITV Digital Channels Ltd (ITV plc) | 6 ; 27 (+1)            | 113 ; 114 (+1)         | 118 ; 131 (+1)    | 114                        | 12                        |
| ITV3                | ITV Digital Channels Ltd (ITV plc) | 10                     | 115 ; 116 (+1)         | 119 ; 179 (+1)    | 116                        | 13                        |
| ITV4                | ITV Digital Channels Ltd (ITV plc) | 24                     | 117 ; 118 (+1)         | 120 ; 180 (+1)    | 117                        | 29                        |
| ITV HD              | ITV Digital Channels Ltd (ITV plc) | 51                     | 103 ; (via Red Button) | Manual Tuning     | NC                         | NC                        |

### J
| Nom de la chaîne      | Propriétaire                     | N° chaîne sur Freeview | N° chaîne sur Freesat | N° chaîne sur Sky | N° chaîne sur Virgin Media | N° chaîne sur TalkTalk TV |
| --------------------- | -------------------------------- | ---------------------- | --------------------- | ----------------- | -------------------------- | ------------------------- |
| JML                   |                                  | NC                     | 809                   | 631               | NC                         | NC                        |
| JML Active            |                                  | NC                     | NC                    | 652               | NC                         | NC                        |
| JML Innovation        |                                  | NC                     | 808                   | 656               | NC                         | NC                        |
| JML Cookshop          |                                  | NC                     | 810                   | 657               | NC                         | NC                        |
| The Jewellery Channel | The Jewellery Channel UK Ltd.    | NC                     | 815                   | 650               | NC                         | NC                        |
| Jewellery Maker       | The Colourful Company Group Ltd. | NC                     | NC                    | 655               | NC                         | NC                        |

### K
| Nom de la chaîne | Propriétaire       | N° chaîne sur Freeview | N° chaîne sur Freesat | N° chaîne sur Sky | N° chaîne sur Virgin Media | N° chaîne sur TalkTalk TV |
| ---------------- | ------------------ | ---------------------- | --------------------- | ----------------- | -------------------------- | ------------------------- |
| Kerrang! TV      | Box Television Ltd | NC                     | NC                    | 358               | 342                        | NC                        |
| KICC TV          |                    | NC                     | NC                    | 774               | NC                         | NC                        |
| Kiss TV          | Box Television Ltd | NC                     | NC                    | 350               | 336                        | NC                        |
| Kix!             | CSC Media Group    | NC                     | 606                   | 627               | NC                         | NC                        |

### L
| Nom de la chaîne | Propriétaire                               | N° chaîne sur Freeview | N° chaîne sur Freesat | N° chaîne sur Sky         | N° chaîne sur Virgin Media           | N° chaîne sur TalkTalk TV |
| ---------------- | ------------------------------------------ | ---------------------- | --------------------- | ------------------------- | ------------------------------------ | ------------------------- |
| LFC TV           | Liverpool FC/Setanta Sports                | NC                     | NC                    | 448                       | 544                                  | NC                        |
| Live Roulette TV | Netplay TV Broadcasting Limited            | NC                     | NC                    | 847                       | NC                                   | NC                        |
| Live XXX Babes   | Satellite Entertainment Limited            | NC                     | NC                    | 950                       | NC                                   | NC                        |
| Living           | Living TV Group (British Sky Broadcasting) | NC                     | NC                    | 112 ; 113 (+1) ; 172 (+2) | 109 ; 111 (+1) ; 159 (+2) ; 110 (HD) | NC                        |
| Livingit         | Living TV Group (British Sky Broadcasting) | NC                     | NC                    | 114 ; 173 (+1)            | 112 ; 160 (+1)                       | NC                        |
| Loveworld TV     | Loveworld Ltd.                             | NC                     | NC                    | 768                       | NC                                   | NC                        |
| Lucky Star       | Escape Channel Limited                     | NC                     | NC                    | 910                       | NC                                   | NC                        |
| Luxe TV          | DVL TV S.A.                                | NC                     | Manual tuning         | 271 ; 273 (HD)            | NC                                   | NC                        |

### M
| Nom de la chaîne     | Propriétaire                               | N° chaîne sur Freeview | N° chaîne sur Freesat | N° chaîne sur Sky | N° chaîne sur Virgin Media | N° chaîne sur TalkTalk TV |
| -------------------- | ------------------------------------------ | ---------------------- | --------------------- | ----------------- | -------------------------- | ------------------------- |
| Magic TV             | Box Television Ltd                         | NC                     | NC                    | 352               | 340                        | NC                        |
| MATV                 | Vinod Popat                                | UHF 68                 | NC                    | 793               | 823                        | NC                        |
| MAX                  | Multi Screen Media Pvt. Ltd.               | NC                     | NC                    | 800               | NC                         | NC                        |
| Max TV               | Datel Holdings Ltd.                        | NC                     | NC                    | 666               | NC                         | NC                        |
| Men & Motors         | ITV Digital Channels Ltd (ITV plc)         | NC                     | 450                   | 178               | 280                        | NC                        |
| Men&Movies           | Dolphin Broadcast Services Ltd.            | NC                     | 143                   | 228               | NC                         | NC                        |
| More4                | Channel 4 Television Corporation           | 14                     | 124 ; 125 (+1)        | 138 ; 139 (+1)    | 145                        | 15                        |
| Motors TV            |                                            | NC                     | NC                    | 413               | 545                        | NC                        |
| Movies 24            | NBC Universal Global Networks              | NC                     | NC                    | 329 ; 330 (+)     | 424 ; 425 (+)              | NC                        |
| Movies4Men           | Dolphin Broadcast Services Ltd.            | NC                     | 304                   | 325 ; 326 (+1)    | NC                         | NC                        |
| Movies4Men 2         | Dolphin Broadcasting Services Ltd.         | NC                     | 306                   | 327               | NC                         | NC                        |
| MTA                  | Ahmadiyya Muslim Community                 | NC                     | NC                    | 787               | NC                         | NC                        |
| MTV Base             | MTV Networks Europe                        | NC                     | NC                    | 352               | 315                        | NC                        |
| MTV Dance            | MTV Networks Europe                        | NC                     | NC                    | 354               | 319                        | NC                        |
| MTV Hits             | MTV Networks Europe                        | NC                     | NC                    | 353               | 317                        | 408                       |
| MTV One              | MTV Networks Europe                        | NC                     | NC                    | 350 ; 351 (+1)    | 311 ; 312 (+1)             | 407                       |
| MTV Two              | MTV Networks Europe                        | NC                     | NC                    | 355               | 325                        | NC                        |
| MTV R                | MTV Networks Europe                        | NC                     | NC                    | 161               | 170                        | NC                        |
| MTVNHD               | MTV Networks Europe                        | NC                     | NC                    | 384               | 310                        | NC                        |
| Music Choice         | Music Choice Europe Ltd.                   | NC                     | NC                    | 395               | NC                         | NC                        |
| Music Choice Extra   | Music Choice Europe Ltd.                   | NC                     | NC                    | 396               | NC                         | NC                        |
| Music India          | Media Worldwide Pvt. Ltd.                  | NC                     | NC                    | 829               | NC                         | NC                        |
| Manchester United TV | Manchester United/British Sky Broadcasting | NC                     | NC                    | 406               | 530                        | NC                        |
| My Channel           | ETV/AIM                                    | NC                     | NC                    | 176               | NC                         | NC                        |

### N
| Nom de la chaîne            | Propriétaire                                                                | N° chaîne sur Freeview | N° chaîne sur Freesat | N° chaîne sur Sky         | N° chaîne sur Virgin Media | N° chaîne sur TalkTalk TV |
| --------------------------- | --------------------------------------------------------------------------- | ---------------------- | --------------------- | ------------------------- | -------------------------- | ------------------------- |
| National Geographic Channel | NGC-UK Partnership (National Geographic Society/Fox International Channels) | NC                     | NC                    | 526 ; 527 (+1) ; 543 (HD) | 230 ; 231 (+1) ; 232 (HD)  | 112 ; 113 (On demand)     |
| National Geographic Wild    | NGC-UK Partnership (National Geographic Society/Fox International Channels) | NC                     | NC                    | 528                       | 228                        | NC                        |
| NDTV 24x7                   | NDTV                                                                        | NC                     | NC                    | 513                       | NC                         | NC                        |
| NDTV Imagine                | NDTV                                                                        | NC                     | NC                    | 834                       | NC                         | NC                        |
| NHK World                   | NHK                                                                         | NC                     | 209                   | 516                       | NC                         | NC                        |
| Nick Jr.                    | Nickelodeon UK (MTV Networks Europe/British Sky Broadcasting)               | NC                     | NC                    | 615                       | 715                        | 318                       |
| Nick Jr. 2                  | Nickelodeon UK (MTV Networks Europe/British Sky Broadcasting)               | NC                     | NC                    | 620                       | 716                        | NC                        |
| Nickelodeon                 | Nickelodeon UK (MTV Networks Europe/British Sky Broadcasting)               | NC                     | NC                    | 604 ; 605 (Replay)        | 712 ; 713 (Replay)         | 315                       |
| Nicktoons                   | Nickelodeon UK (MTV Networks Europe/British Sky Broadcasting)               | NC                     | NC                    | 606 ; 630 (Replay)        | 717                        | 320                       |
| NME TV                      | CSC Media Group                                                             | NC                     | NC                    | 382                       | NC                         | NC                        |
| Nollywood Movies            | Nollywood Movies Limited                                                    | NC                     | NC                    | 329                       | NC                         | NC                        |
| Noor TV                     | Al Ehya Digital Television Ltd.                                             | NC                     | NC                    | 822                       | NC                         | NC                        |
| Northern Birds              | Satellite Entertainment Limited                                             | NC                     | NC                    | 954                       | NC                         | NC                        |
| NTA International           | Nigerian Television Authority                                               | NC                     | NC                    | 202                       | NC                         | NC                        |

### O
| Nom de la chaîne | Propriétaire         | N° chaîne sur Freeview | N° chaîne sur Freesat | N° chaîne sur Sky | N° chaîne sur Virgin Media | N° chaîne sur TalkTalk TV |
| ---------------- | -------------------- | ---------------------- | --------------------- | ----------------- | -------------------------- | ------------------------- |
| Ocean finance    | Canis Media          | NC                     | NC                    | 888               | NC                         | NC                        |
| Omusic TV        | Open Access Group    | NC                     | NC                    | 359               | NC                         | NC                        |
| Open Heaven TV   |                      | NC                     | NC                    | 210               | NC                         | NC                        |
| OBE TV           | New OBE Channel Ltd. | NC                     | NC                    | 204               | NC                         | NC                        |
| Open Access 2    | Open Access Group    | NC                     | NC                    | 200               | NC                         | NC                        |
| Open Access 3    | Open Access Group    | NC                     | NC                    | 201               | NC                         | NC                        |
| Over 18 TV       | Over 18 TV Ltd.      | NC                     | NC                    | 914               | NC                         | NC                        |

### P
| Nom de la chaîne | Propriétaire                  | N° chaîne sur Freeview | N° chaîne sur Freesat | N° chaîne sur Sky          | N° chaîne sur Virgin Media | N° chaîne sur TalkTalk TV |
| ---------------- | ----------------------------- | ---------------------- | --------------------- | -------------------------- | -------------------------- | ------------------------- |
| PCNE Chinese     | Phoenix Television            | NC                     | NC                    | 785                        | 833 ex-NTL only            | NC                        |
| Peace TV         | Zakir Naik                    | NC                     | NC                    | 823                        | NC                         | NC                        |
| Pitch TV         | Pitchwell Group Ltd.          | NC                     | 803                   | 636                        | NC                         | NC                        |
| Pitch World      | Pitchwell Group Ltd.          | NC                     | 804                   | 647                        | NC                         | NC                        |
| Playboy TV       | Playboy Enterprises           | NC                     | NC                    | 900 (Sub) ; 928 (PPV)      | 475 (PPV) ; 495 (Sub)      | NC                        |
| Playhouse Disney | Disney-ABC Television Group   | NC                     | NC                    | 611 ; 612 (+)              | 727                        | 303                       |
| Pop Girl         | CSC Media Group               | NC                     | 604                   | 626 ; 629 (+1)             | NC                         | NC                        |
| POP!             | CSC Media Group               | NC                     | 603                   | 616                        | 736                        | NC                        |
| Press TV         | Press TV                      | NC                     | NC                    | 515                        | NC                         | NC                        |
| price-drop tv    | sit-up Ltd                    | NC                     | 801                   | 653                        | 741                        | NC                        |
| Propeller TV     | Image Channel Company Limited | NC                     | NC                    | 195                        | NC                         | NC                        |
| Psychic Today    | Cellcast Group                | NC                     | NC                    | 680                        | NC                         | NC                        |
| PTV Global       | Société Télé Pakistan         | NC                     | NC                    | 812                        | NC                         | NC                        |
| PTV Prime        | Société Télé Pakistan         | NC                     | NC                    | 792                        | NC                         | NC                        |
| Pub Channel      | British Sky Broadcasting      | NC                     | NC                    | 881 Licensed Premises Only | NC                         | NC                        |

### Q
| Nom de la chaîne | Propriétaire          | N° chaîne sur Freeview | N° chaîne sur Freesat | N° chaîne sur Sky | N° chaîne sur Virgin Media | N° chaîne sur TalkTalk TV |
| ---------------- | --------------------- | ---------------------- | --------------------- | ----------------- | -------------------------- | ------------------------- |
| Q                | Box Television Ltd    | NC                     | NC                    | 354               | 338                        | NC                        |
| QUEST            | Discovery Networks UK | 38                     | NC                    | 154 ; 167 (+1)    | NC                         | NC                        |
| QVC              | QVC                   | 16                     | 800                   | 640               | 740                        | NC                        |

### R
| Nom de la chaîne        | Propriétaire                                      | N° chaîne sur Freeview | N° chaîne sur Freesat | N° chaîne sur Sky                                                | N° chaîne sur Virgin Media | N° chaîne sur TalkTalk TV |
| ----------------------- | ------------------------------------------------- | ---------------------- | --------------------- | ---------------------------------------------------------------- | -------------------------- | ------------------------- |
| Racing TV               | 34 hippodromes                                    | NC                     | NC                    | 432                                                              | 536                        | NC                        |
| Real Madrid TV          | Real Madrid C.F.                                  | NC                     | NC                    | 446                                                              | NC                         | NC                        |
| Really                  | UKTV (BBC Worldwide/Scripps Networks Interactive) | NC                     | NC                    | 248                                                              | 267                        | NC                        |
| Record TV International | Record TV Network                                 | NC                     | NC                    | 801                                                              | NC                         | NC                        |
| Red Hot TV              | Northern and Shell                                | NC                     | NC                    | 904 (amateur) ; 905 (mums) ; 920 (tv) ; 921 (40+) ; 922 (fetish) |                            |                           |
| Revelation TV           | Revelation TV Limited                             | NC                     | NC                    | 765                                                              | NC                         | NC                        |
| Rocks TV                | The Colourful Company Group Ltd.                  | NC                     | NC                    | 647                                                              | NC                         | NC                        |
| Rush HD                 | Rainbow Media                                     | NC                     | NC                    | 452                                                              | NC                         | NC                        |
| Russia Today            | RIA Novosti                                       | 85                     | 206                   | 516                                                              | NC                         | NC                        |

### S
| Nom de la chaîne             | Propriétaire                   | N° chaîne sur Freeview      | N° chaîne sur Freesat                    | N° chaîne sur Sky                        | N° chaîne sur Virgin Media | N° chaîne sur TalkTalk TV  |    |
| ---------------------------- | ------------------------------ | --------------------------- | ---------------------------------------- | ---------------------------------------- | -------------------------- | -------------------------- | -- |
| S4C Digidol                  | Welsh Fourth Channel Authority | 4 (Pays de Galles) HD: 2010 | 104 (Pays de Galles) ; 120 (reste du RU) | 104 (Pays de Galles) ; 134 (reste du RU) | 167 (Pays de Galles)       | NC                         |    |
| S4C2                         | S4C                            | 86 (Pays de Galles)         | 202                                      | 507                                      | 168 (Pays de Galles)       | NC                         |    |
| SAB TV                       | Multi Screen Media Pvt. Ltd.   | NC                          | NC                                       | 819                                      | NC                         | NC                         |    |
| Sangat TV                    | Sangat TV Limited              | NC                          | NC                                       | 847                                      | NC                         | NC                         |    |
| Super casino                 | Netplay group                  | NC                          | 851                                      | 283                                      | NC                         | NC                         |    |
| Sci-Fi                       | NBC Universal Global Networks  | NC                          | NC                                       | 129 ; 205 (+1) ; 214 (HD)                | 135                        | 22                         |    |
| Scuzz                        | CSC Media Group                | 503                         | NC                                       | 374                                      | NC                         | NC                         |    |
| Setanta Ireland              | Setanta Sports                 | NC                          | NC                                       | 423 (Northern Ireland Only)              | NC                         | NC                         |    |
| Setanta Sports 1             | Setanta Sports                 | NC                          | NC                                       | 424 (Northern Ireland Only)              | NC                         | NC                         |    |
| Seven                        | Immage Studios Ltd             | Généraliste                 | NC                                       | NC                                       | NC                         | 879 (Grimsby & Scunthorpe) | NC |
| Sony TV Asia                 | Sony Pictures Entertainment    | NC                          | NC                                       | 782                                      | 805                        | NC                         |    |
| Shop on TV                   | Jungle.uk.com Ltd.             | NC                          | NC                                       | 649                                      | NC                         | NC                         |    |
| ShortsTV                     |                                | NC                          | NC                                       | 342 (Encrypted) / 11428H 27500 2/3 (FTA) | NC                         | NC                         |    |
| Sikh Channel                 | TV Legal Limited               | NC                          | NC                                       | 840                                      | NC                         | NC                         |    |
| Sikh TV                      | Sikh Media Limited             | NC                          | NC                                       | 848                                      | NC                         | NC                         |    |
| Smile TV 2                   | Cellcast group                 | Yes                         | NC                                       | NC                                       | NC                         |                            |    |
| Sky1                         | British Sky Broadcasting       | NC                          | NC                                       | 106 ; 170 (HD)                           | 121                        | 33                         |    |
| Sky2                         | British Sky Broadcasting       | NC                          | NC                                       | 107                                      | 122                        | 34                         |    |
| Sky3                         | British Sky Broadcasting       | 11                          | NC                                       | 108                                      | 123                        | 35                         |    |
| Sky Arts 1                   | British Sky Broadcasting       | NC                          | NC                                       | 256 ; 258 (HD)                           | 284                        | 114                        |    |
| Sky Arts 2                   | British Sky Broadcasting       | NC                          | NC                                       | 257 ; 259 (HD)                           | 285                        | NC                         |    |
| Sky Box Office               | British Sky Broadcasting       | NC                          | NC                                       | 700-761                                  | NC                         | NC                         |    |
| Sky Customer Channel         | British Sky Broadcasting       | NC                          | NC                                       | 899, 970 and 999                         | NC                         | NC                         |    |
| Sky Movies Action & Thriller | British Sky Broadcasting       | NC                          | NC                                       | 304 ; 335 (HD)                           | 404                        | NC                         |    |
| Sky Movies Classics          | British Sky Broadcasting       | NC                          | NC                                       | 308                                      | 408                        | 215                        |    |
| Sky Movies Comedy            | British Sky Broadcasting       | NC                          | NC                                       | 303 ; 334 (HD)                           | 403                        | 211                        |    |
| Sky Movies Drama             | British Sky Broadcasting       | NC                          | NC                                       | 306 ; 337 (HD)                           | 406                        | NC                         |    |
| Sky Movies Family            | British Sky Broadcasting       | NC                          | NC                                       | 305 ; 336 (HD)                           | 405                        | 213                        |    |
| Sky Movies Indie             | British Sky Broadcasting       | NC                          | NC                                       | 310                                      | 410                        | NC                         |    |
| Sky Movies Modern Greats     | British Sky Broadcasting       | NC                          | NC                                       | 309 ; 339 (HD)                           | 409                        | 217                        |    |
| Sky Movies Premiere          | British Sky Broadcasting       | NC                          | NC                                       | 301 ; 302 (+1) ; 313 (HD)                | 401 ; 402 (+1)             | NC                         |    |
| Sky Movies Sci Fi & Horror   | British Sky Broadcasting       | NC                          | NC                                       | 307 ; 338 (HD)                           | 407                        | NC                         |    |
| Sky Movies Screen 1          | British Sky Broadcasting       | NC                          | NC                                       | 311 ; 314 (HD)                           | 411                        | ?                          |    |
| Sky Movies Screen 2          | British Sky Broadcasting       | NC                          | NC                                       | 312 ; 332 (HD)                           | 412                        | NC                         |    |
| Sky News                     | British Sky Broadcasting       | 82                          | Manual tuning                            | 501                                      | 602                        | 505                        |    |
| Sky Poker                    | British Sky Broadcasting       | NC                          | NC                                       | 846                                      | NC                         | NC                         |    |
| Sky Sports 1                 | British Sky Broadcasting       | NC                          | NC                                       | 401 ; 408 (HD)                           | 511                        | 551                        |    |
| Sky Sports 2                 | British Sky Broadcasting       | NC                          | NC                                       | 402 ; 409 (HD)                           | 512                        | 552                        |    |
| Sky Sports 3                 | British Sky Broadcasting       | NC                          | NC                                       | 403 ; 450 (HD)                           | 513                        | 553                        |    |
| Sky Sports 4                 | British Sky Broadcasting       | NC                          | NC                                       | 404                                      | 516                        | 554                        |    |
| Sky Sports News              | British Sky Broadcasting       | 83                          | NC                                       | 405                                      | 517                        | 550                        |    |
| Sky Travel                   | British Sky Broadcasting       | NC                          | NC                                       | 659                                      | NC                         | NC                         |    |
| Sky Vegas                    | British Sky Broadcasting       | NC                          | NC                                       | 845                                      | NC                         | NC                         |    |
| Smart Live Casino TV         |                                | NC                          | 852                                      | 851                                      | NC                         | NC                         |    |
| Smash Hits                   | Box Television Ltd             | NC                          | NC                                       | 361                                      | 337                        | NC                         |    |
| SmileTV 3                    | Cellcast Group                 | 37                          | NC                                       | NC                                       | NC                         | NC                         |    |
| Speed auction TV             | Sit-up Ltd                     | NC                          | 814                                      | 655                                      | 746                        | NC                         |    |
| STAR Gold                    | STAR TV                        | NC                          | NC                                       | 811                                      | NC                         | NC                         |    |
| STAR News                    | STAR TV                        | NC                          | NC                                       | 810                                      | 802                        | NC                         |    |
| STAR One                     | STAR TV                        | NC                          | NC                                       | 783                                      | NC                         | NC                         |    |
| Star Plus                    | STAR TV                        | NC                          | NC                                       | 784                                      | 803                        | NC                         |    |
| Starz                        | Video Interactive Television   | NC                          | NC                                       | 361                                      | NC                         | NC                         |    |
| Stop + Shop                  | Thane International Inc.       | NC                          | NC                                       | 653                                      | NC                         | NC                         |    |

### T
| Nom de la chaîne  | Propriétaire                                               | N° chaîne sur Freeview | N° chaîne sur Freesat | N° chaîne sur Sky | N° chaîne sur Virgin Media | N° chaîne sur TalkTalk TV |
| ----------------- | ---------------------------------------------------------- | ---------------------- | --------------------- | ----------------- | -------------------------- | ------------------------- |
| Takbeer TV        | Takbeer TV Limited                                         | NC                     | NC                    | 845               | NC                         | NC                        |
| TBN Europe        |                                                            | NC                     | NC                    | 763               | NC                         | NC                        |
| TCM               | Turner Broadcasting System Europe (Time Warner)            | NC                     | NC                    | 319               | 419                        | NC                        |
| TCM 2             | Turner Broadcasting System Europe (Time Warner)            | NC                     | NC                    | 320               | NC                         | NC                        |
| Teachers' TV      | Education Digital Ltd. / Education Digital Management Ltd. | 88                     | 650                   | 880               | 240                        | 845                       |
| Teletext Holidays | Teletext Ltd.                                              | 101                    | 986                   | 662               | NC                         | NC                        |
| Television X      |                                                            | 97                     | NC                    | 903/917/908       | 490                        | NC                        |
| Thane Direct      | Thane International Inc.                                   | NC                     | 811                   | 650               | NC                         | NC                        |
| Thomas Cook TV    |                                                            | NC                     | NC                    | 645               | NC                         | NC                        |
| Tiny Pop          | CSC Media Group                                            | NC                     | 605                   | 617 ; 625 (+1)    | 737                        | NC                        |
| Travel Channel    |                                                            | NC                     | NC                    | 260 ; 261 (+1)    | NC                         | NC                        |
| True Movies       | Moving Movies Ltd (CSC Media Group)                        | NC                     | 302                   | 323               | 428                        | NC                        |
| True Movies 2     | Moving Movies Ltd (CSC Media Group)                        | NC                     | 303                   | 324               | NC                         | NC                        |
| TV Shop           |                                                            | NC                     | 806                   | 633               | NC                         | NC                        |

### U
| Nom de la chaîne         | Propriétaire     | N° chaîne sur Freeview                            | N° chaîne sur Freesat                             | N° chaîne sur Sky                                 | N° chaîne sur Virgin Media                        | N° chaîne sur TalkTalk TV                         |
| ------------------------ | ---------------- | ------------------------------------------------- | ------------------------------------------------- | ------------------------------------------------- | ------------------------------------------------- | ------------------------------------------------- |
| UCB TV                   |                  | NC                                                | NC                                                | 766                                               | NC                                                | NC                                                |
| UK Entertainment Channel |                  | Diffusion sur Internet ukentertainmentchannel.com | Diffusion sur Internet ukentertainmentchannel.com | Diffusion sur Internet ukentertainmentchannel.com | Diffusion sur Internet ukentertainmentchannel.com | Diffusion sur Internet ukentertainmentchannel.com |
| Unexplained Channel      | Monster Pictures | NC                                                | NC                                                | 212                                               | NC                                                | NC                                                |

### V
| Nom de la chaîne  | Propriétaire                               | N° chaîne sur Freeview     | N° chaîne sur Freesat      | N° chaîne sur Sky          | N° chaîne sur Virgin Media | N° chaîne sur TalkTalk TV  |
| ----------------- | ------------------------------------------ | -------------------------- | -------------------------- | -------------------------- | -------------------------- | -------------------------- |
| The Vault         | CSC Media Group                            | NC                         | 501                        | 366                        | NC                         | NC                         |
| VH1               | MTV Networks Europe                        | NC                         | NC                         | 356                        | 320                        | 409                        |
| VH1 Classic       | MTV Networks Europe                        | NC                         | NC                         | 357                        | 321                        | 410                        |
| Virgin1           | Living TV Group (British Sky Broadcasting) | 20                         | NC                         | 121 ; 122 (+1)             | 119 ; 120 (+1)             | ?                          |
| Vision TV Network | Vision247                                  | À la demande en haut-débit | À la demande en haut-débit | À la demande en haut-débit | À la demande en haut-débit | À la demande en haut-débit |
| VIVA              | MTV Networks Europe                        | 21                         | NC                         | 358                        | 313                        | 455                        |

### W
| Nom de la chaîne | Propriétaire                                      | N° chaîne sur Freeview | N° chaîne sur Freesat | N° chaîne sur Sky | N° chaîne sur Virgin Media | N° chaîne sur TalkTalk TV |
| ---------------- | ------------------------------------------------- | ---------------------- | --------------------- | ----------------- | -------------------------- | ------------------------- |
| W                | UKTV (BBC Worldwide/Scripps Networks Interactive) | NC                     | NC                    | 109 ; 155 (+1)    | 124 ; 125 (+1)             | NC                        |
| Wedding TV       |                                                   | NC                     | 400                   | 277               | NC                         | NC                        |
| Wedding TV Asia  |                                                   | NC                     | 401                   | 277               | NC                         | NC                        |
| Wonderful        |                                                   | NC                     | NC                    | 762               | NC                         | NC                        |
| Word Network     |                                                   | NC                     | NC                    | 771               | NC                         | NC                        |

### X
| Nom de la chaîne | Propriétaire | N° chaîne sur Freeview | N° chaîne sur Freesat | N° chaîne sur Sky | N° chaîne sur Virgin Media | N° chaîne sur TalkTalk TV |
| ---------------- | ------------ | ---------------------- | --------------------- | ----------------- | -------------------------- | ------------------------- |
| Xplicit XXX      |              | NC                     | NC                    | 927               | 484                        | NC                        |
| Xtreme Babes     |              | NC                     | NC                    | 933               | NC                         | NC                        |

### Y
| Nom de la chaîne | Propriétaire                                      | N° chaîne sur Freeview                               | N° chaîne sur Freesat | N° chaîne sur Sky | N° chaîne sur Virgin Media | N° chaîne sur TalkTalk TV |
| ---------------- | ------------------------------------------------- | ---------------------------------------------------- | --------------------- | ----------------- | -------------------------- | ------------------------- |
| Yesterday        | UKTV (BBC Worldwide/Scripps Networks Interactive) | 12                                                   | NC                    | 537 ; 538 (+1)    | 203 ; 204 (+1)             | 115                       |
| York@54          | EBS New Media                                     | 54 (en analogique dans la région de York uniquement) | NC                    | NC                | NC                         | NC                        |

### Z
| Nom de la chaîne | Propriétaire | N° chaîne sur Freeview | N° chaîne sur Freesat | N° chaîne sur Sky | N° chaîne sur Virgin Media | N° chaîne sur TalkTalk TV |
| ---------------- | ------------ | ---------------------- | --------------------- | ----------------- | -------------------------- | ------------------------- |
| Zee Cinema       | Zee Network  | NC                     | NC                    | 790               | 810                        | NC                        |
| Zing             | Zee Network  | NC                     | 509                   | 789               | 811 (ex-NTL only)          | NC                        |
| Zee TV           | Zee Network  | NC                     | NC                    | 788               | 809                        | 808                       |
| Zone Horror      | Chello Zone  | NC                     | 138 ; 139 (+1         | 319 ; 320 (+1)    | 170                        | NC                        |